# Луї Юні
Луї́ Юні́, «Аполлон» (фр. Louis Uni, «Apollon»; нар. 21 лютого 1862, Марсіярг, Лангедок-Русійон, Еро, Франція — 18 жовтня 1928, Віші, Овернь, Франція) — французький силач, зріст — 1,90 м, вага — 120 кг, перший світовий «силач-чемпіон».

## Життєпис
Луї Юні народився в місті Марсіяргу в будинку під номером 18 на бульварі, що сьогодні названий його ім'ям. Він був сином відомих місцевих гігантів. Його дід Жак Юні (народився в 1772 році) мав зріст 2,03 м, в той час як у 1800 році середній зріст чоловіків у Франції становив лише 163,7 см.

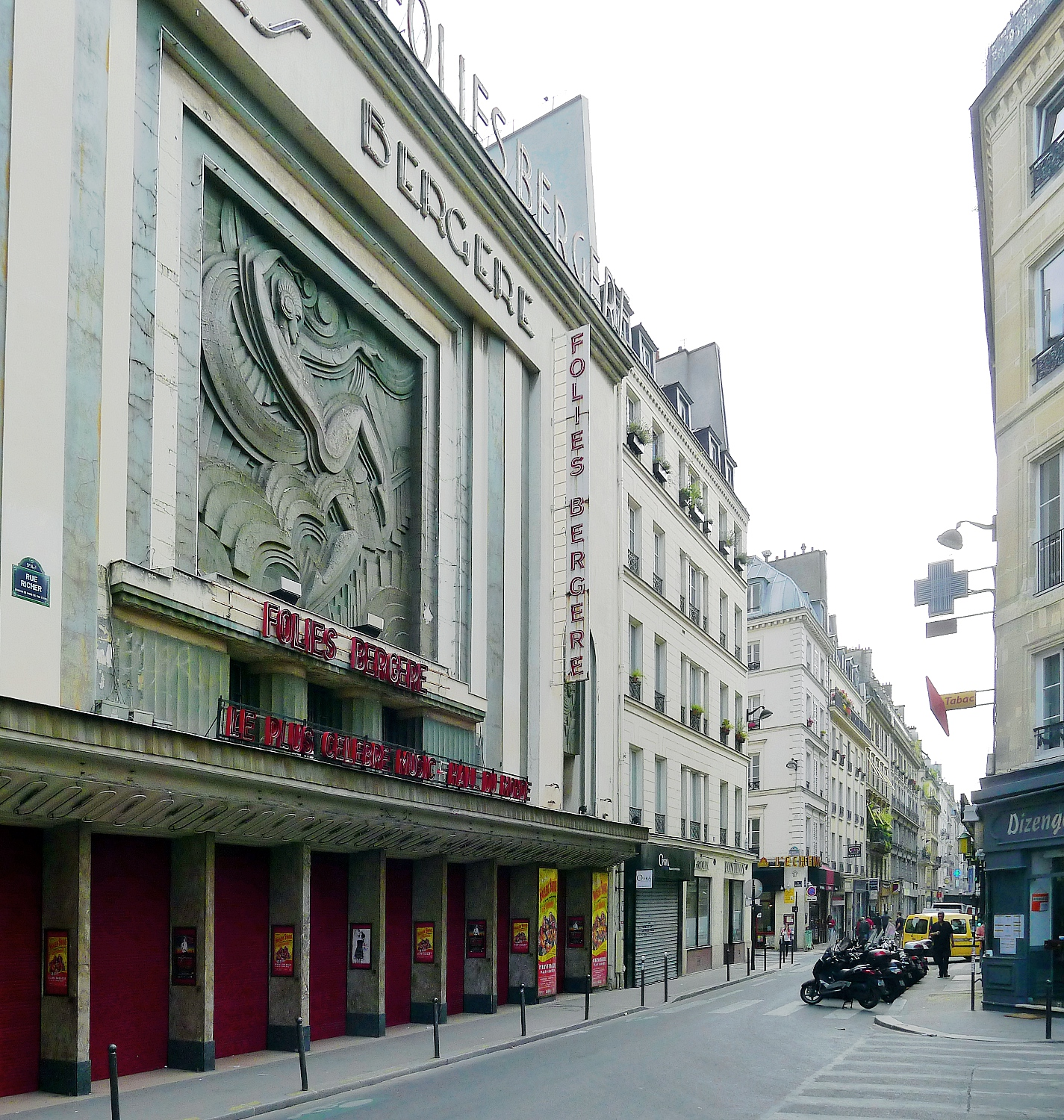
Кабаре «Фолі-Бержер» у Парижі

У 1876 році Луї втік з батьківського дому, щоб приєднатися до подорожуючого італійського цирку в Люнелі недалеко від його рідного міста. Під час виступу поліція захопила його і повернула до батьківського дому. Згодом його батьки дозволили йому виїхати з дому та працювати з Феліксом Бернардом і П'єтро Далмассо. Він також працював з Анрі Пешоном та Огюстом «М'ясником». У віці 20 років він закінчив свою військову службу.

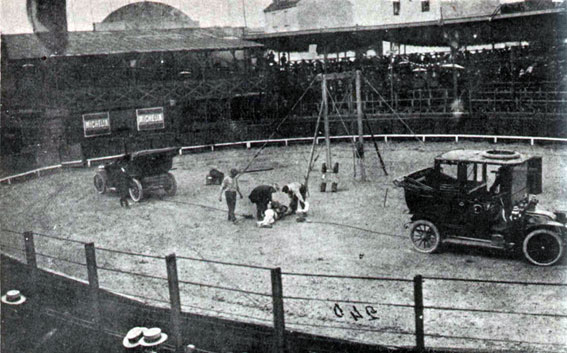
Нещасний випадок, що трапився з Аполлоном, коли він намагався втримати дві машини у Віші

У 1887 році він виступав у знаменитому кабаре «Фолі-Бержер» у Парижі. Вистава «Концерт Аполлона» була театральною програмою з вплетеними в неї атлетичними діями. У 1889 році він брав участь у змаганнях з греко-римської боротьби на Міжнародній атлетичній арені в Бордо.
У 1892 році Луї Юні одружився з Жозефіною, з якою він мав дочку, але шлюб розпався, і після розлучення вона одружилася з Кастане, відомим дресирувальником тварин.
У 1913 році Юні був важко травмований, коли намагався втримати два автомобілі на витягнутих руках. Він раптом закричав від болю і впав на землю. У нього були розірвані м'язи його рук і кров'яні судини.
На півдні Франції в поселенні Марсіярг іменем Луї Юні названий бульвар.